# Colonia Guadalupe, Chichiquila
Colonia Guadalupe är en ort i Mexiko.   Den ligger i kommunen Chichiquila och delstaten Puebla, i den sydöstra delen av landet, 220 km öster om huvudstaden Mexico City. Colonia Guadalupe ligger 1 842 meter över havet och antalet invånare är 471.
Terrängen runt Colonia Guadalupe är lite bergig, och sluttar österut. Runt Colonia Guadalupe är det ganska glesbefolkat, med 36 invånare per kvadratkilometer. Närmaste större samhälle är Huatusco de Chicuellar, 11,8 km sydost om Colonia Guadalupe. I omgivningarna runt Colonia Guadalupe växer huvudsakligen savannskog.